# Arnaud Soleilland
Pour les articles homonymes, voir Soleilland.
Arnaud Soleilland  est un joueur français de volley-ball né le 7 avril 1986. Il mesure 1,88 m et joue passeur.

## Clubs
| Club              | Pays   | De        | À         |
| ----------------- | ------ | --------- | --------- |
| Nice VB           | France | 2007-2008 | 2007-2008 |
| Club Alès CVB     | France | 2008-2009 | 2008-2009 |
| Chaumont VB 52    | France | 2009-2010 | 2009-2010 |
| UGS Nantes-Rezé   | France | 2010-2011 | 2011-2012 |
| Saint-Nazaire VBA | France | 2012-2013 |           |